# 1V19
Le 1V19 Erable-2 est un véhicule de commandement et d'état-major soviétique destiné aux commandants de batterie (système 1V17 (ru)) des forces armées de la fédération de Russie, conçu pour déterminer les coordonnées de son emplacement et l'angle directionnel de l'axe longitudinal du véhicule, et contrôler le tir des unités d'artillerie.
Sa conception est basée sur le BTR-60PB.

## Conception

### Équipage
L'équipage du 1V19 est composé de cinq soldats :
1. Chauffeur mécanicien.
2. Commandant de division.
3. Commandant d'escouade.
4. Radiotéléphoniste.
5. Télémètre de reconnaissance.

De plus, le véhicule dispose d'un siège supplémentaire derrière le siège du commandant de divizion.